# Hà Khẩu, Đông Dinh
Hà Khẩu (giản thể: 河口区; phồn thể: 河口區; bính âm: Hékǒu Qū, âm Hán Việt: Hà Khẩu khu) là một quận thuộc địa cấp thị Đông Dinh, tỉnh Sơn Đông, Trung Quốc. Quận Hà Khẩu nằm ở phía bắc của Sơn Đông, phía bắc cửa sông Hoàng Hà. Quận Hà Khẩu được thành lập ngày 8 tháng 9 năm 1984, có diện tích 2.267,44 km², dân số năm 2020 là 241.317 người. Quận này có tài nguyên dầu mỏ và khí thiên nhiên phong phú. Mã số bưu chính của quận Hà Khẩu là 257200.

## Phân chia hành chính
Tính đến năm 2012, quận Hà Khẩu được chia thành 7 đơn vị hành chính gồm 1 nhai đạo, 3 trấn, 3 hương. Các đơn vị này lại được chia thành 178 thôn hành chính.
- Nhai đạo biện sự xứ: Hà Khẩu.
- Trấn: Nghĩa Hòa, Tiên Hà, Cô Đảo.
- Hương: Tân Hộ, Thái Bình, Lục Hợp.